# Зазіров Заза Діанозович
Заза Діанозович Зазіров (25 квітня 1972, Ґорі) — український борець вільного стилю, призер Олімпійських ігор.

## Життєпис
Заза Зазіров тренувався в київському ЦСКА.
Бронзову олімпійську медаль він виборов на Олімпіаді в Атланті у легкій вазі.
Заза Зазіров був також чемпіоном Європи 1999 року.

## Спортивні результати на міжнародних змаганнях

### Виступи на Олімпіадах
| Змагання                    | Збірна  | Вагова категорія          | Місце  |
| --------------------------- | ------- | ------------------------- | ------ |
| Літні Олімпійські ігри 1996 | Україна | вільна боротьба, до 68 кг | Бронза |
| Літні Олімпійські ігри 2000 | Україна | вільна боротьба, до 69 кг | 11     |

### Виступи на Чемпіонатах світу
| Змагання                        | Збірна  | Вагова категорія          | Місце  |
| ------------------------------- | ------- | ------------------------- | ------ |
| Чемпіонат світу з боротьби 1995 | Україна | вільна боротьба, до 68 кг | 16     |
| Чемпіонат світу з боротьби 1997 | Україна | вільна боротьба, до 69 кг | Бронза |
| Чемпіонат світу з боротьби 1998 | Україна | вільна боротьба, до 69 кг | Срібло |
| Чемпіонат світу з боротьби 1999 | Україна | вільна боротьба, до 69 кг | 16     |
| Чемпіонат світу з боротьби 2001 | Україна | вільна боротьба, до 69 кг | 10     |
| Чемпіонат світу з боротьби 2003 | Україна | вільна боротьба, до 74 кг | 12     |

### Виступи на Чемпіонатах Європи
| Змагання                         | Збірна  | Вагова категорія          | Місце  |
| -------------------------------- | ------- | ------------------------- | ------ |
| Чемпіонат Європи з боротьби 1993 | Україна | вільна боротьба, до 68 кг | Золото |
| Чемпіонат Європи з боротьби 1995 | Україна | вільна боротьба, до 68 кг | 4      |
| Чемпіонат Європи з боротьби 1996 | Україна | вільна боротьба, до 68 кг | Бронза |
| Чемпіонат Європи з боротьби 1997 | Україна | вільна боротьба, до 69 кг | Бронза |
| Чемпіонат Європи з боротьби 1998 | Україна | вільна боротьба, до 69 кг | Срібло |
| Чемпіонат Європи з боротьби 1999 | Україна | вільна боротьба, до 69 кг | Золото |
| Чемпіонат Європи з боротьби 2001 | Україна | вільна боротьба, до 69 кг | 6      |
| Чемпіонат Європи з боротьби 2004 | Україна | вільна боротьба, до 74 кг | 6      |

### Виступи на Кубках світу
| Змагання                    | Збірна  | Вагова категорія          | Місце  |
| --------------------------- | ------- | ------------------------- | ------ |
| Кубок світу з боротьби 2003 | Україна | вільна боротьба, до 74 кг | Срібло |

### Виступи на інших змаганнях
| Змагання                                                      | Збірна  | Вагова категорія          | Місце  |
| ------------------------------------------------------------- | ------- | ------------------------- | ------ |
| Тестовий турнір FILA 1998                                     | Україна | вільна боротьба, до 69 кг | Золото |
| Олімпійський кваліфікаційний турнір з боротьби 2000 (Мінськ)  | Україна | вільна боротьба, до 69 кг | Бронза |
| Олімпійський кваліфікаційний турнір з боротьби 2000 (Лейпциг) | Україна | вільна боротьба, до 69 кг | 4      |
| Олімпійський кваліфікаційний турнір з боротьби 2000 (Токіо)   | Україна | вільна боротьба, до 69 кг | 8      |

### Виступи на змаганнях молодших вікових груп
| Змагання                                       | Збірна | Вагова категорія          | Місце  |
| ---------------------------------------------- | ------ | ------------------------- | ------ |
| Чемпіонат Європи з боротьби серед юніорів 1989 | СРСР   | вільна боротьба, до 58 кг | Золото |
| Чемпіонат світу з боротьби серед юніорів 1990  | СРСР   | вільна боротьба, до 63 кг | Золото |
| Чемпіонат Європи з боротьби серед молоді 1992  | Грузія | вільна боротьба, до 68 кг | Бронза |
| Чемпіонат Європи з боротьби серед кадетів 1988 | СРСР   | вільна боротьба, до 55 кг | Золото |